# Цугитани, Сёдзо
Сёдзо Цугитани (яп. 継谷 昌三 Цугитани Сё:дзо:, 25 июня 1940, Хиого — 2 июня 1978, Кобе) — японский футболист.

## Клубная карьера
На протяжении своей футбольной карьеры выступал за клуб «Mitsubishi Heavy Industries».

## Карьера в сборной
С 1961 по 1965 год сыграл за национальную сборную Японии 12 матчей, в которых забил 4 гола. Также участвовал в Олимпийских играх 1964 года.

### Статистика за сборную
| Сборная Японии | Сборная Японии | Сборная Японии |
| Год            | Матчи          | Голы           |
| -------------- | -------------- | -------------- |
| 1961           | 2              | 0              |
| 1962           | 2              | 0              |
| 1963           | 5              | 4              |
| 1964           | 1              | 0              |
| 1965           | 2              | 0              |
| Итого          | 12             | 4              |